# Ескобар (округ)
Округ Ескоба́р (ісп. Escobar) — адміністративно-територіальна одиниця 2-ого рівня у провінції Буенос-Айрес в центральній Аргентині. Адміністративний центр округу — Белен-де-Ескобар (ісп. Belén de Escobar).
Населення округу становить 213619 осіб (2010). Площа — 277 кв. км.

## Історія
Округ заснований у 1959 році.

## Населення
У 2010 році населення становило 213619 осіб. З них чоловіків — 106017, жінок — 107602.

## Політика
Округ належить до 1-ого виборчого сектору провінції Буенос-Айрес.